# ノンストップゲーム
『ノンストップゲーム』は、1980年4月5日から1989年3月25日まで関西テレビで放送された視聴者参加型のクイズ&ゲーム番組である。放送時間は毎週土曜 13:00 - 14:00 (JST) 、関西テレビ旧社屋（のちにデジタルエイトビル。現撤去）からの生放送。

## 概要
観客を女性に限定しての公開生放送を実施していた番組で、当初は板東英二と桂文珍が司会を務めていた。女性客たちは、直前枠で放送されていた『ノックは無用!』（土曜 12:00 - 13:00）とのセットでこの番組を観覧する形となっていた。しかし、『ノックは無用!』をネットしていた東海テレビではこのノンストップゲームは放送されておらず、東海地方では三重テレビや岐阜放送（こちらはごく一時期ながら20時台に放送）で録画放送での時差ネットが行われていた。
テーマソングはキダ・タロー作曲のもので、アップテンポな曲調であった。また、その歌詞は番組名を連呼するもので、かつて関西ローカルの番組のテーマ曲でよく見られた形式であった（なお、その多くがキダ作曲である）。また、曲中に島田紳助による語りが入っていた（「思い出すぜ3年前のマルセイユ。『あなた、やめて、やめて』必死にすがるあの子のいじらしい瞳。しかし俺は止まらなかった。そうなんだ、俺はこのリズムを聞くと止まらなくなるんだー！」）。当初は歌の予定であったが、連絡ミスで紳助は聞いておらず、構成作家と相談の上、全てセリフにしたというエピソードがある。
1989年3月25日放送分をもって9年間の歴史に幕を下ろした。
この番組は、レギュラー放送の終了後にも一度だけ特別番組で復活したことがあり、関西テレビの8チャンネルに因んだ1996年（平成8年）8月8日、8月9日、8月10日の3日間「関西テレビの日記念」と称して行われた。この特番では、8月10日の朝から深夜まで通しての生放送が行われた（ゴールデンタイムと『NEC軽井沢72ゴルフトーナメント』を除く）。ちなみに、8日と9日は夕方に2時間生放送を行われた。

## 出演者
司会者は後期司会の上沼恵美子を除いてお揃いのジャケットを着ていた。

### 前期司会
- 板東英二 - メイン司会
- 桂文珍
- 横山ノック - 直前枠の『ノックは無用!』から衣装を着替えて引き続き出演。選挙期間中は出演せず、その間は代理として長江健次や桑原征平（当時関西テレビアナウンサー）が出演していた。

### 後期司会
- 上沼恵美子 - メイン司会。他の司会者とは異なり黒いタキシードだった。
- 月亭八方
- 横山ノック

### その他の主な出演者
- 桂小つぶ - クイズの賞品紹介を担当。
- 島田紳助 - オープニングテーマの語りを担当。
- 阪口佳澄 - ノンストップゲームにおける賞品獲得時の賞品紹介ナレーションを担当。出目と違う目の賞品紹介をしてしまったときにブースで謝る姿が映ることがあった。

## 番組の流れ・ルール
基本的に、予選クイズとノンストップゲーム（後述）を放送終了まで繰り返す。ノンストップゲーム継続中に放送の終了時間が来た場合には、翌週にその続きから挑戦する。

### オープニング
放送開始直後にはまず司会者たちが自己紹介をし、その後に彼らがノンストップゲームの賞品の紹介を行う。テーマソングが流れる中、メイン司会者が賞品とその賞品を提供した企業名やブランド名を紹介し、サブ司会者が声を合わせて企業名や商品名を「○○する（買う）なら（企業名）!!」のように復唱する（ex.ハワイ行くなら日本旅行!!など）。

### プライスクイズ&三択クイズ
観客の中から毎回3人ずつを無作為で選び、まずクイズに挑戦する。クイズは毎回ある商品を1点ずつ取り上げ、その値段を当てる。制限時間が終わるとブザーが鳴る。正解または内輪（正解未満の金額）で最も近い答えを書いた参加者が、その商品を獲得した上で三択クイズに挑戦。三択の問題はかなり簡単だが、それに正解して初めてノンストップゲームに挑戦できる。同金額の場合には、じゃんけんでそれに参加できる者を決定する。なお、3人の解答した金額がどれも正解の金額を超えていた場合には「オーバー」となり、3人とも失格となる。この場合、新たに3人を決め直してから同じ商品の金額を当てる。また、金額がズバリ正解の場合には、三択クイズ免除でノンストップゲームに挑戦できる。
なお、三択クイズは番組開始後の数回で廃止され、プライスクイズ通過者がそのままノンストップゲーム挑戦となるルールに変更された。
挑戦前には、答えのおおよその目安として「この商品のお値段ですが、○○××なら?個は買えます（買えません）」と説明するお約束事が必ずあった。

### ノンストップゲーム
挑戦者が決定し、メイン司会のノンストップゲーム開始の旨の宣言とともに、ノンストップゲームのロゴ（番組の冒頭に表示される物と同じ）が表示され、ジングルが鳴る（CMに入る際のジングルも同じものが使われた）。つまり、「ノンストップゲーム」とは番組名であるとともに、以下に詳細を説明するこのゲームのことを指すのである。
- 予選クイズを勝ち抜いた挑戦者は、まず3つのサイコロを振った出目の合計を「小」か「大」（小は3〜10、大は11〜18）で予想し、宣言する。
- サブ司会はそれぞれ「大」（横山ノック）か「小」（桂文珍、後期は月亭八方）の応援を担当しており、挑戦者が宣言した物とは反対のほうの担当者が、「SMALL（小） 3〜10」または「BIG（大） 11〜18」と書かれたプラカードを持ち、観客とともに「小!小!小!小!」または「大!大!大!大!」と連呼しながらスタジオを走り回る。また、サブ司会者の後ろには「ノンストップボーイ」と呼ばれる青年（主に学生）達が連なり大いに囃し立てる役目を行う。
  - 番組は生放送であり、ゲームの時間に限りがある。そのため、挑戦者が早く失敗すれば（観客にとって）自分にチャンスが回ってくるかもしれないので、挑戦者の宣言が外れるようにと、反対のほうを応援するのである。
- 挑戦者は、メイン司会の「ダイス・レッツトライ!」の掛け声とともに3つのサイコロを振る。
- 3つのサイコロの出目の合計と事前の宣言とが的中した場合、賞品を獲得。そして、続けてダイスゲームに挑戦できる。
  - 獲得賞品は出目の数字によって決定し、出目の確率が高いところ（「小」の10や「大」の11など）には約1万円相当の賞品から用意され、出目の確率が低くなればなるほど高価な賞品が用意されている。ただし、賞品があらかじめ決定されているものもあり、3と18は三菱自動車の関西圏各地の店舗から提供される自動車（前期では三菱・ランサーEX、後期では三菱・ランサーフィオーレなど）。4と17は日本旅行提供の旅行プレゼント（4はハワイ、17は1週ごとに沖縄と北海道が交互）、5と15（15の方は、一日一度限りの賞品で、それが出ると、別の賞品になる）は三星堂（大阪の宝石専門店）提供のダイヤモンドなどが贈呈される。なお、番組後期は自動車のプレゼントは3と18に加え「チャンスランプ」の番号を、2回連続で当てた場合にも適用される。
    - 「チャンスランプ」の数字は最初の挑戦者がサイコロを振ってその数字を決定した。
    - 「チャンスランプ」で自動車を獲得できたのは、次の2つの条件を満たした場合である。
      1. 「大」か「小」かの予想が外れた時に、その出目が出た場合
      2. 1.に続けて、再度、同じ出目を出した場合

    - なお、この「チャンスランプ」に挑戦できるのは最初に1.の条件を満たした挑戦者のみで、それ以後は「チャンスランプ」は消滅した。
- 挑戦者は予想が外れるか、自動車獲得、若しくは獲得賞品（予選クイズの商品も含む）の合計金額が100万円相当を超えるとその時点でゲーム終了となる（当時は公正取引委員会の取り決めで1回の懸賞で獲得できる総額は100万円までと定められていた。また、そのような理由から、自動車獲得の場合は、自動的にこれまでの賞品の獲得権は消滅するものとされた）。
- また、外れた場合には、事前にハガキに任意の出目の数を書いて応募をした視聴者の中から、挑戦者が予想を外した際に投げた出目の数を当てた者1人にその賞品をプレゼントする。

### その他
- 不定期に「ゾロ目大会」と称して、2から5のゾロ目を出した場合には、出目で用意された賞品に加えて、数種類用意された豪華賞品から1品選択して獲得できる趣向でも行われた。
- コーナーとしては、番組開始当初から毎回1人の視聴者（男性も参加可能）に電話をかけ、司会者がサイコロを代行して振る「テレフォンダイス」のコーナーや、番組後期にはやはり毎回指定された1回に通常のダイスゲームとは別に6つの賞品の中から1つを挑戦者が選んで自らが公言した数字を3回以内のチャレンジで的中させれば賞品を獲得できる「セレクトダイス」のコーナーがあった。
- また、『ノックは無用!』のエンディング（魅惑の変身コーナーの次）に、当番組の予告編を兼ねたコーナーがあり、そこでも視聴者プレゼントを『ノックは無用!』に登場したゲストがサイコロを振って決定したコーナーもあった。春風亭小朝はこのコーナーで自動車を出した。
- 番組の終了後、MBSラジオ『板東英二金曜生BAN BAN』内で「ノンストップゲーム・リターンズ」というコーナータイトルで復活している。
- 使用するサイコロは毎回新品を使用していた（最初の挑戦者の時にビニールを剥がしていた）。

## スタッフ
- 構成：久世進
- 音楽：キダ・タロー
- プロデューサー：鵜川実
- ディレクター：竹本潔観